# Ephedraceae
Famille
Classification phylogénétique
Les Ephedraceae (Éphédracées) forment une famille de végétaux vasculaires de l'ordre des Ephedrales.

## Étymologie
Le nom vient du genre type Ephedra, nom grec donné par Pline à la prêle, lui-même dérivé de έφεδρος / ephedros, « assis sur », de επί / epi, sur, et έδρα / hedra, siège, faisant probablement référence à la structure des tiges formées de segments qui s'assoient les uns sur les autres.

## Liste des genres
Selon ITIS et NCBI, la famille Ephedraceae est monogénérique : elle ne contient que le genre Ephedra L.